# Gislev (plaats)
Gislev is een plaats in de Deense regio Zuid-Denemarken, gemeente Faaborg-Midtfyn. De plaats telt samen met Ravendrup 1267 inwoners (2020).